# Ставкова Ганна Феодосіївна
Ставкова Ганна Феодосіївна — (нар. 13 червня 1913; Полтава –  23 липня 2021; Полтава) - українська довгожителька вік якої не підтверджений Групою геронтологічних досліджень (GRG). На момент смерті вона була найстарішою живою людиною в Полтаві та найстарішою живою людиною в Україні. Померла у віці 108 років, 40 днів.

## Біографія
Ставкова Ганна Феодосіївна народилася 13 червня 1913 року у багатодітній сім'ї в Полтаві, Україна. У віці 7-ми років Анна вже допомагала батькам, працюючи на городі, а з 12-ти років розпочала свій трудовий шлях.
У 1933 році працювала в колгоспі ім. В. І. Чапаєва.
У 1935 році вийшла заміж та переїхала до Белясне, Диканський район, Полтава, у пари було троя дітей, два сини та донька Анастасія.
З 2003 року переїхала проживати до доньки Анастасії в Полтаву.
13 червня 2019 року, коли їй було 106 років у сімейному колі Ганна Ставкова згадувала своє непросте життя, вона говорить, що прожила усі події та періоди — радість, юність першого кохання, сімейне життя, діти, турботу про онуків, правнуків та у підсумку — щасливу старість.
Ганна Ставкова померла 23 липня 2021 року у віці 108 років 40 днів. На момент смерті вона була однією з найстаріших відомих нині живих людей в Україні.